# Hidden Hills
Hidden Hills város az USA Kalifornia államában, Los Angeles megyében. Lakosainak száma 1725 fő (2020. április 1.).

## Népesség
A település népességének változása:

| 2010 | 1 856 |
| 2020 | 1 725 |